# She Came to Me
She Came to Me es una película de comedia romántica estadounidense de 2023 escrita y dirigida por Rebecca Miller. Está protagonizada por Peter Dinklage, Marisa Tomei, Joanna Kulig, Brian d'Arcy James y Anne Hathaway.

## Sinopsis
El compositor Steven Lauddem tiene un bloqueo creativo y no puede terminar la partitura de su gran ópera de regreso. A instancias de su esposa Patricia, parte en busca de inspiración.

## Reparto
- Peter Dinklage como Steven Lauddem[1]
- Anne Hathaway como Patricia Jessup-Lauddem[1]
- Marisa Tomei como Katrina Trento[1]
- Evan Ellison como Julian Jessup[1]
- Harlow Jane como Tereza  Szyskowski[1]
- Joanna Kulig como Magdalena Szyskowski[1]
- Brian d'Arcy James como Trey Ruffa[1]
- Judy Gold como Susan Shaw
- Gregg Edelman como Duftin Haverford
- Aalok Mehta como Anton Gatner[1]
- Chris Gethard como Carl
- Dale Soules como la Tía Moxie
- Jen Ponton como Elodie